# Prairie View (Kansas)
Prairie View és una població dels Estats Units a l'estat de Kansas. Segons el cens del 2000 tenia 141 habitants.

## Demografia
Segons el cens del 2000, Prairie View tenia 141 habitants, 63 habitatges, i 43 famílies. La densitat de població era de 362,9 habitants/km².
Dels 63 habitatges en un 27% hi vivien nens de menys de 18 anys, en un 66,7% hi vivien parelles casades, en un 0% dones solteres, i en un 31,7% no eren unitats familiars. En el 31,7% dels habitatges hi vivien persones soles el 27% de les quals corresponia a persones de 65 anys o més que vivien soles. El nombre mitjà de persones vivint en cada habitatge era de 2,24 i el nombre mitjà de persones que vivien en cada família era de 2,81.
Per edats la població es repartia de la següent manera: un 24,1% tenia menys de 18 anys, un 5% entre 18 i 24, un 17,7% entre 25 i 44, un 19,1% de 45 a 60 i un 34% 65 anys o més.
L'edat mediana era de 49 anys. Per cada 100 dones de 18 o més anys hi havia 87,7 homes.
La renda mediana per habitatge era de 35.625 $ i la renda mediana per família de 36.250 $. Els homes tenien una renda mediana de 30.625 $ mentre que les dones 31.250 $. La renda per capita de la població era de 16.912 $. Entorn del 4,8% de les famílies i el 7,3% de la població estaven per davall del llindar de pobresa.

## Poblacions més properes
El següent diagrama mostra les poblacions més properes.